# Sevanavank
Sevanavank (en armeni: Սևանավանք, 'Monestir de Sevan'; antigament Սևվանք: Sevvank, 'Monestir negre'), o Monestir dels Sants Apòstols de Sevan, és un monestir armeni situat en una península del llac Sevan, al Guegharkunik d'Armènia. El monestir, el va fundar l'any 874 la princesa Mariam Bagratuní, per iniciativa del futur catolicós Mashtots, damunt un monestir del segle IV destruït pels àrabs.
Sevanavank fou parcialment destruït a la dècada dels 1930. Només en resten dues esglésies, Sourp Arakelots ('Sants Apòstols') i Sourp Astvatsatsin ('Santa Mare de Déu'), actualment part del seminari adjacent, l'Acadèmia Teològica Vazkeniana.

## Situació geogràfica
Sevanavank es va erigir al sud-oest d'una antiga illa (anomenada Illa dels ocells), al nord-oest del llac Sevan, que s'ha convertit en una península des de la baixada del nivell del llac durant el període soviètic. El lloc està situat al nord-est de l'altiplà d'Armènia, a una altitud de 2.000 m.
El monestir és al territori de la comunitat urbana de Sevan -la ciutat se'n troba a 8 km  de distància- al Guegharkunik, al centre del país i a 60 km  al nord-est d'Erevan, la capital.
Històricament, Sevanavank es trobava al cantó de Guegharkunik de la província de Siunik, una de les quinze províncies de l'Armènia històrica segons el geògraf armeni del segle VII Ananies de Xirak.

## Història
El lloc tenia al principi un monestir que datava de l'època de Gregori l'Il·luminador, però va ser destruït pels àrabs. En fou el primer que es va reconstruir a la fi del període àrab.
Tant les fonts històriques com epigràfiques coincideixen a datar la fundació de l'actual monestir l'any 874. Segons una inscripció trobada a Sourp Arakelots, el monestir el va fundar la princesa Mariam, filla d'Asoci el Gran Bagratuni i esposa de Vasaces V, príncep de Siunia occidental. L'historiador armeni del segle XIII Esteve Orbelian especifica que el conjunt es va construir seguint una visió del futur catolicós Mashtots: les figures dels apòstols se li van aparéixer sobre el llac Sevan i li van mostrar el lloc on construir un monestir; un altre historiador armeni del segle XIII, Kirakos de Gandzak, confirma el vincle entre el catolicós i el monestir.

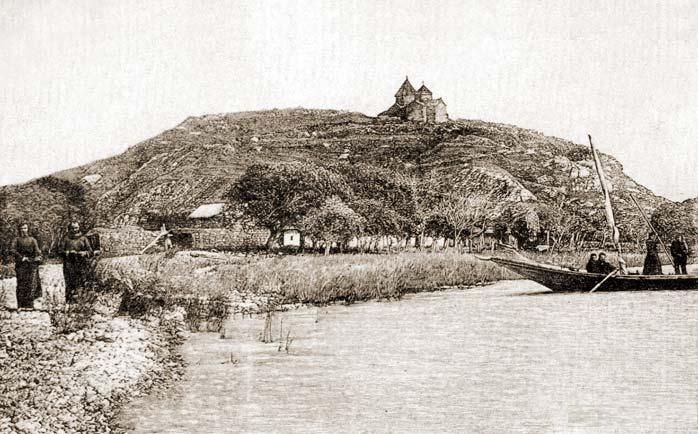
El monestir al segle XIX

Poc se'n sap de la història. Els edificis se'n van restaurar als segles XVII i XVIII, i el monestir, juntament amb una fortalesa de la qual no ha sobreviscut res, fou un lloc actiu de producció de miniatures durant tot aquest darrer segle, abans d'entrar en un període de decadència. Fins i tot es diu que al segle XVIII, a l'espera de la visita del catolicós de l'època, els monjos, avergonyits de l'estat en què se'n trobaven els manuscrits, els van llençar al llac.
Al segle XIX, és un lloc de reforma per als monjos penitents d'Edjmiatsín, amb un règim estricte: ni vi, ni carn, ni joves, ni dones s'hi permeten, segons l'explorador francés Jean-Marie Chopin que el visità al 1830. L'explorador també enumera les propietats de l'establiment: cinc pobles, quatre molins, una lleteria en ruïnes, quaranta-sis granges, hortes i camps.
A la dècada dels 1930, les autoritats soviètiques destruïren gran part del monestir, i en deixaren només les dues esglésies. Aquestes foren restaurades entre el 1956 i el 1957.
Ara part del seminari adjacent, l'Acadèmia Teològica Vazkeniana, i les dues esglésies serveixen com a llocs de culte tant per als estudiants com per als residents de la propera ciutat de Sevan (tot i que per a aquests darrers la situació pot canviar amb la construcció d'una nova església).
Les dues esglésies del conjunt, Sourp Arakelots i Sourp Astvatsatsin, es troben entre les primeres il·lustracions de l'arquitectura armènia de la transició de la creu lliure a la inscrita. Els noms de les dues esglésies han canviat al llarg dels segles: Sourp Arakelots a vegades s'anomena Sourp Karapet ('Sant Karapet'), i Sourp Astvatsatsin a vegades s'anomena Sourp Arakelots.

### Arakelots agra

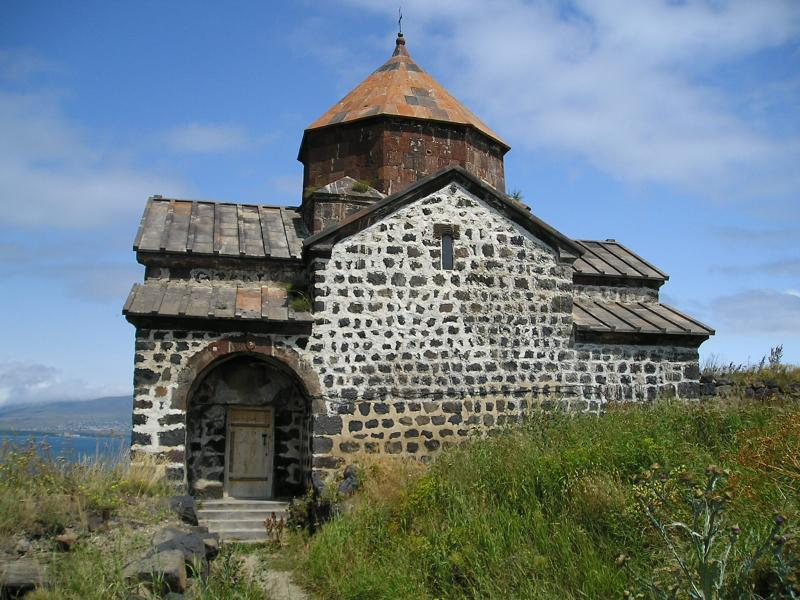
Sourp Arakelots des del sud

Sourp Arakelots ('Sants Apòstols') és la més petita de les dues esglésies. És una església amb una cúpula de tres cons, completada per una capella al sud-est i un porxo al sud-oest, tot sense decoració. Els tres absis semicirculars són al nord, est i sud, i la plaça central està coronada per trompes que transformen el tambor en un octògon. Aquesta té quatre finestres i un coronament cònic amb una inclinació accentuada durant les reformes dels segles XVII i XVIII.
L'estructura de l'església és irregular, i les parts superiors estan acabades amb més cura. Les restauracions també hi han deixat rastres irregulars de morter lleuger.

### Sourp Astvatsatsin
La segona església, Sourp Astvatsatsin ('Santa Mare de Déu') es troba al sud-est de la primera, a la qual originàriament s'assemblava molt: aquesta va ser ampliada amb espais al nord-est i al nord-oest, així com amb una capella al sud-est, tot cobert amb una capa blanca en un moment indeterminat; no conté decoració. El tambor, insuficientment sostingut per arcs corrons i penjolls, pren la forma irregular d'un cub amb cantonades arredonides com a compensació. Durant les reformes dels segles XVII i XVIII, se li van afegir khatxkar i finestres estretes i es va veure accentuada la inclinació de la teulada.

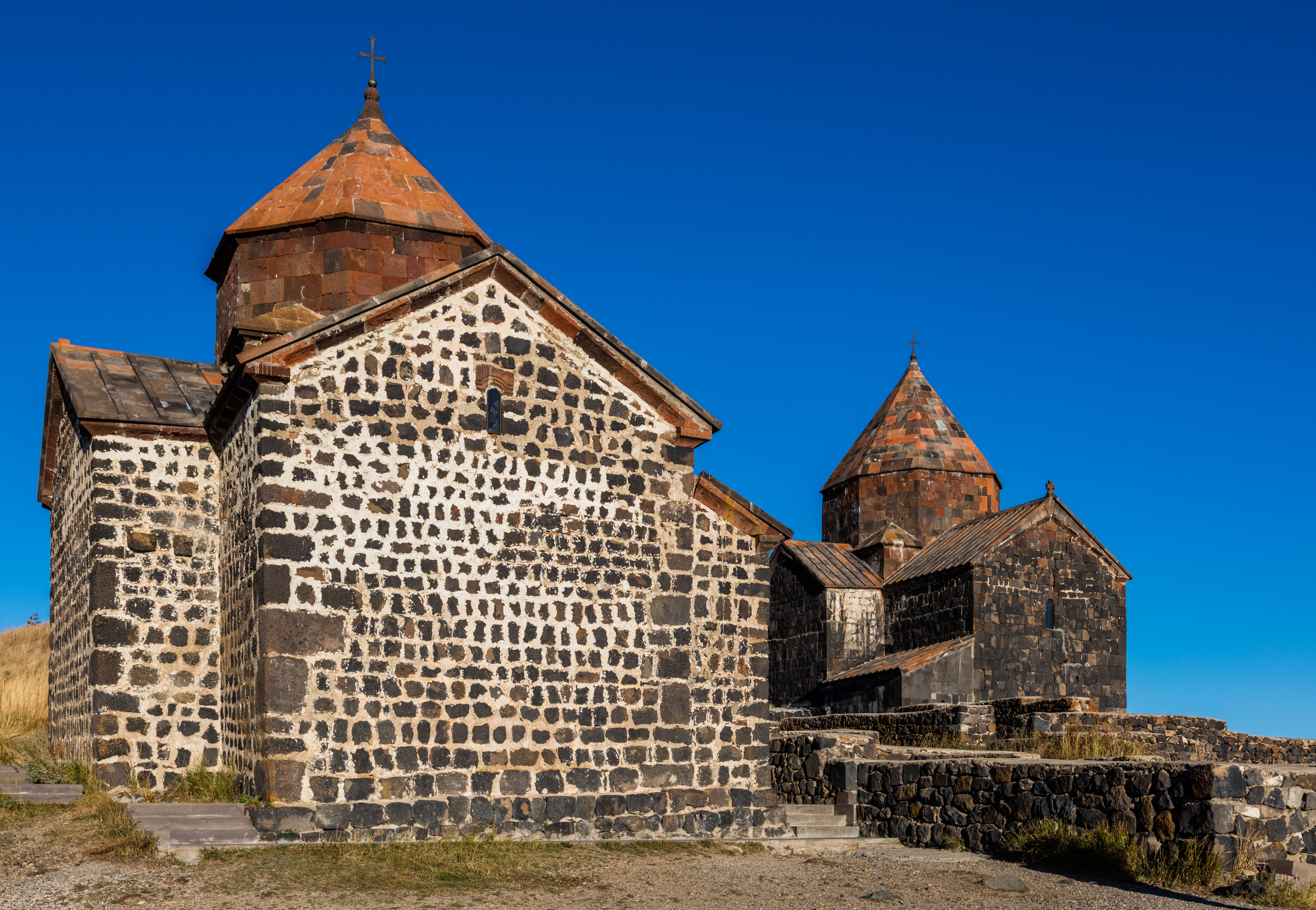
Sourp Astvatsatsin del sud-est
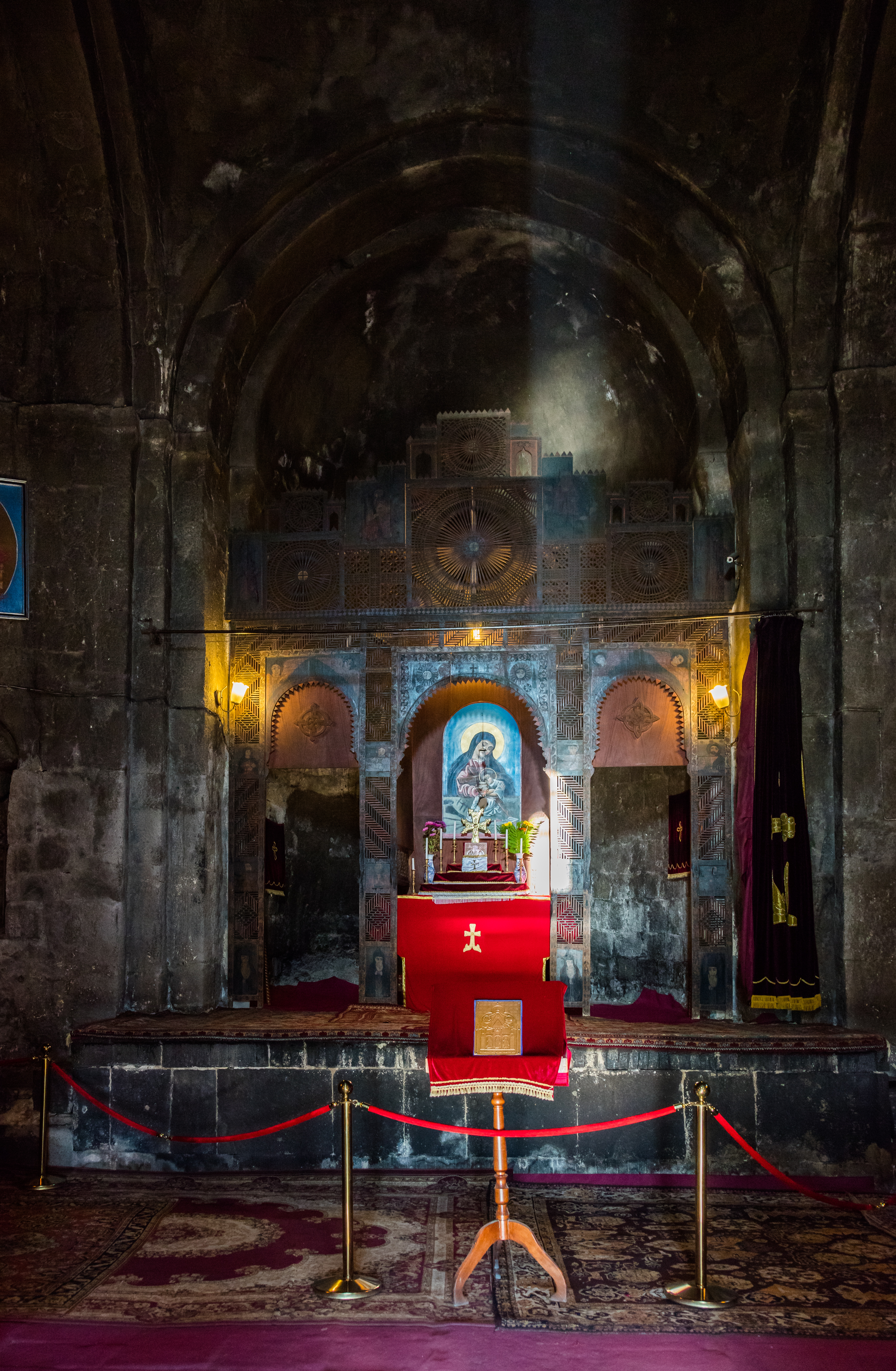
Altar
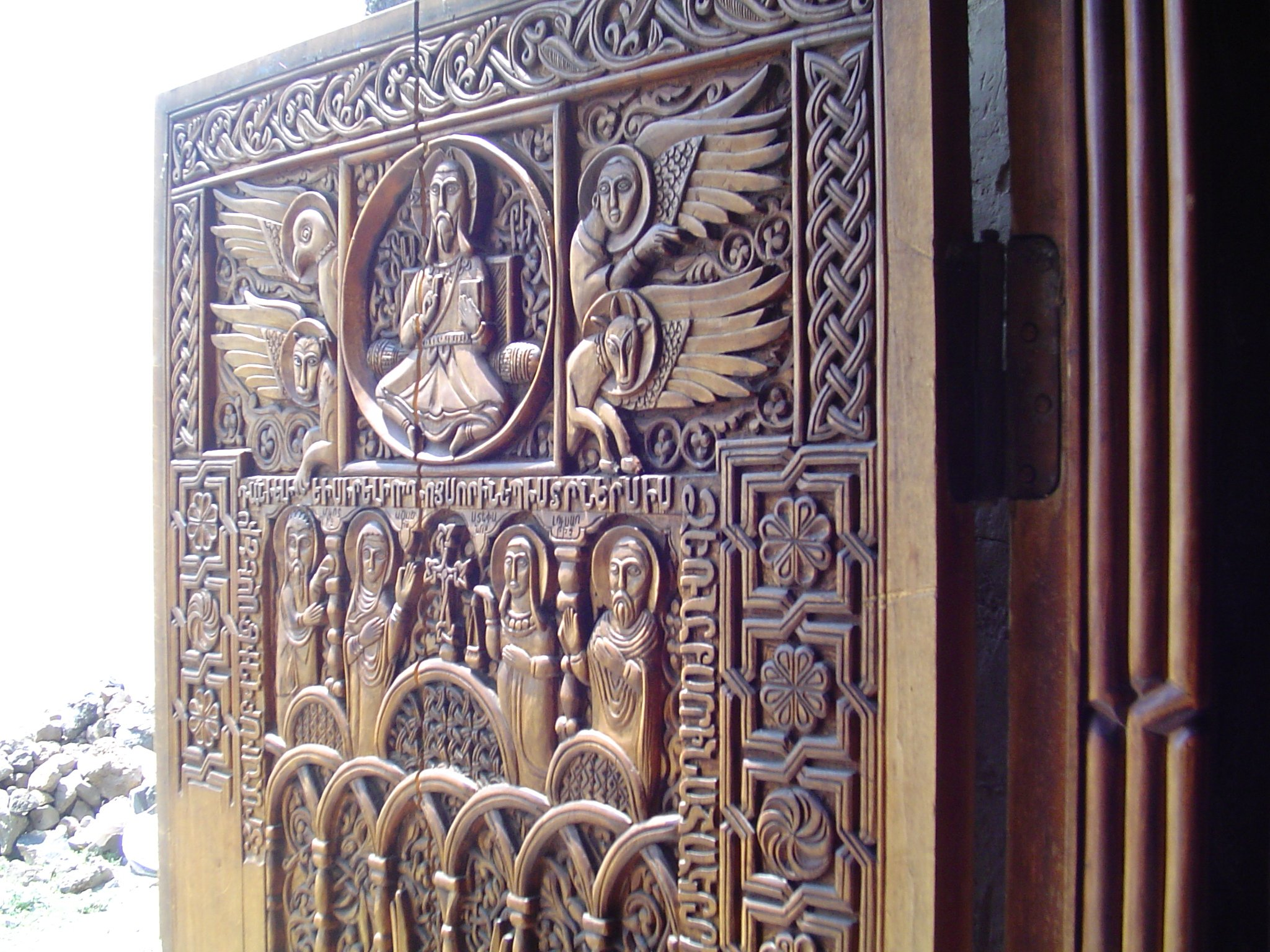
Sourp Astvatsatsin, part superior de la rèplica de la porta sud
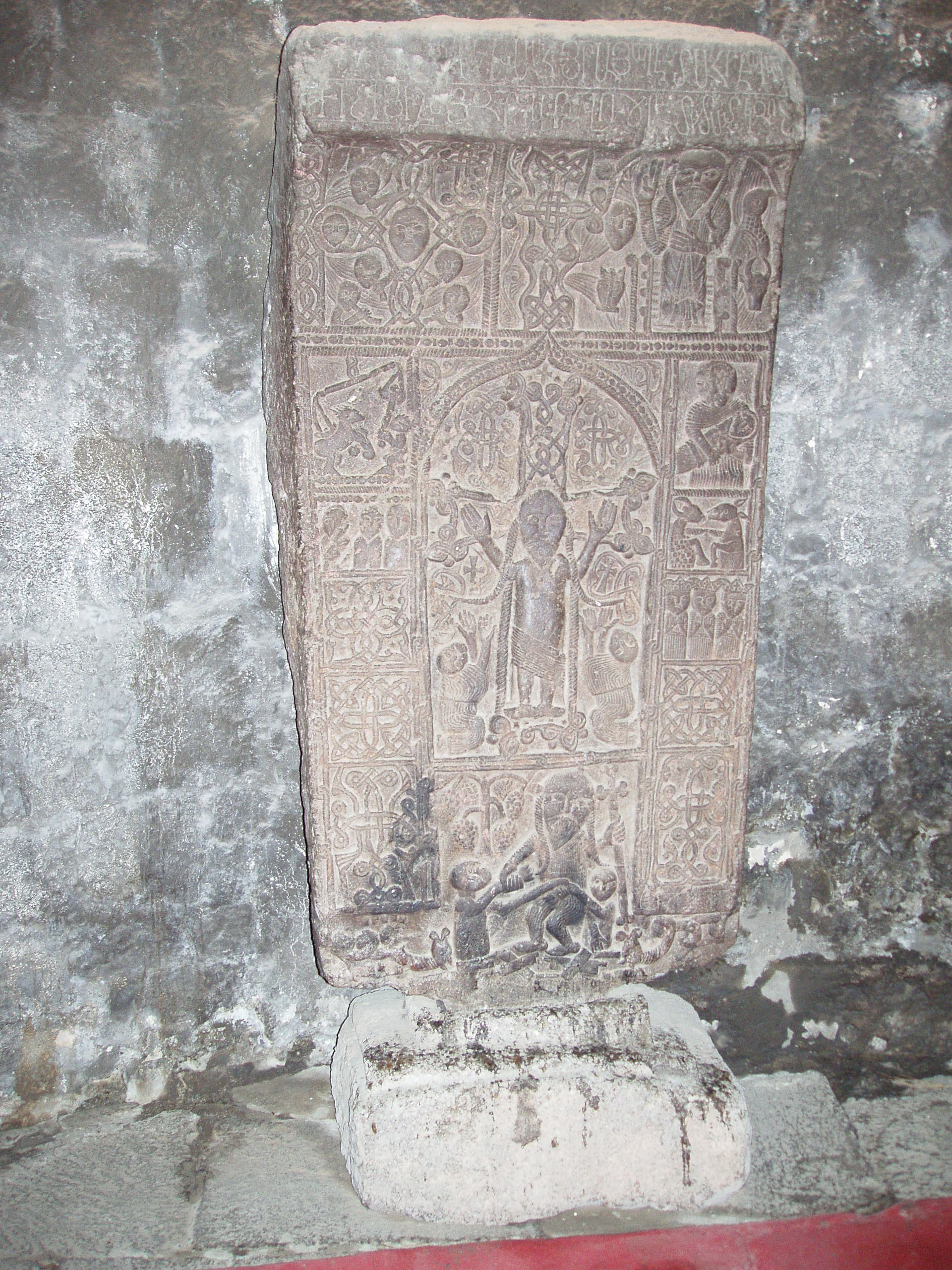
Khatxkar del 1653, Sourp Astvatsatsin

Les entrades a l'edifici, situades al sud i a l'oest, tenen cadascuna una porta. L'occidental, datada d'abans del 1176, és de noguera tallada i representa una creu envoltada de motius, a la manera d'un khatxkar. La porta sud, també de noguera tallada i obra d'un artesà anomenat Abraham, data del 1486 i és remarcable per la seua composició de la Pentecosta,  una iconografia derivada de l'art de la miniatura: la part superior representa el Crist de les visions de la Teofania. Ambdues es conserven actualment al Museu d'Història d'Armènia d'Erevan.
Un khatxkar "animat" es troba dins de Sourp Astvatsatsin i data del 1653. Obra d'estil ingenu d'un tal Trdat, es compon d'una escena de descens ala llimbs (a sota), una crucifixió (al centre) i el Crist de les visions  (a dalt).

### Gavit
Adossades a la façana oest d'aquesta segona església hi ha les ruïnes d'un edifici contemporani, un gavit destruït a la dècada del 1930. Era quadrat i el sostre estava sostingut per columnes de fusta i coronat amb un erdik (claraboia). Només se'n conserven quatre capitells de fusta de notable factura (dos al Museu d'Història Armènia, altres dos al Museu de l'Hermitage de Sant Petersburg, Rússia), que representen un parell de mitges palmetes en un calze envoltat de dos coloms, sobre un fons vegetal, i daten del segle IX.
Els khatxkar s'erigeixen a les ruïnes del gavit .

### Altres edificis
Es van trobar fonaments d'altres edificis a prop de les dues esglésies: dues capelles i una tercera església, Sourp Haroutioun ("Sant Harutiun"), situada més amunt i ja en ruïnes al segle XIX. Una creu de pedra esculpida per un tal Grigor el 1448 a la seua paret occidental es conserva ara al Museu d'Història d'Armènia d'Erevan.

## Voltants
Tres altres edificis es troben a prop del conjunt monàstic: un edifici de la Unió Nacional d'Escriptors, una residència de la Presidència Armènia i un seminari de l'Església Apostòlica Armènia, l'Acadèmia Teològica Vazkeniana, de la qual totes dues esglésies són llocs de culte. En acabant, al costat sud, s'ha creat una platja sota el monestir.